# Hemisus
Hemisus es un género de anfibios anuros compuesto por nueve especies endémicas del África subsahariana. Es el único género dentro de la familia Hemisotidae. El grupo forma un clado (Afrobatrachia) que incluye a las familias Brevicipitidae, Hyperoliidae y Arthroleptidae.

## Especies
Se reconocen las 9 siguientes según ASW:
- Hemisus barotseensis Channing & Broadley, 2002
- Hemisus brachydactylus Laurent, 1963
- Hemisus guineensis Cope, 1865
- Hemisus guttatus (Rapp, 1842)
- Hemisus marmoratus (Peters, 1854)
- Hemisus microscaphus Laurent, 1972
- Hemisus olivaceus Laurent, 1963
- Hemisus perreti Laurent, 1972
- Hemisus wittei Laurent, 1963